# Ages of You
Ages of You è un brano musicale del gruppo musicale statunitense R.E.M., proveniente dalla raccolta Dead Letter Office (1987).

## Classifiche
| Classifica (1987)             | Posizione massima |
| ----------------------------- | ----------------- |
| Stati Uniti (mainstream rock) | 39                |